# بدر البوسعيدي
بدر البوسعيدي (مايو 1960 -) سياسي ودبلوماسي عُماني، يشغل منصب وزير الخارجية في سلطنة عمان منذ 18 أغسطس 2020 خلفاً للوزير السابق يوسف بن علوي ، تولى منصبه بعد أن أصدر السلطان هيثم بن طارق المرسوم السلطاني رقم 111 / 2020 بتشكيل مجلس الوزراء.